# 鵜野幸也
鵜野 幸也（うの ゆきや、1996年6月28日 - ）は、日本の元男子バレーボール選手である。

## 来歴
東京都小平市出身。母親の影響で小学1年生の頃からバレーボールを始める。
早稲田実業高等学校、早稲田大学を経て、2018-19シーズン、V.LEAGUE DIVISION1 MEN（V1男子）に所属する堺ブレイザーズ（現・日本製鉄堺ブレイザーズ）の内定選手となった。
2019年、大学卒業後に、堺ブレイザーズに入団した。入団1シーズン目となる2019-20シーズン、V1の試合に出場しVリーグデビューを果たした。
2025年3月、2024-25シーズン限りでの現役引退が発表された。5月29日に引退選手として公示。

## 所属チーム
- 早稲田実業学校高等部（2012-2015年）
- 早稲田大学（2015-2019年）
- 堺ブレイザーズ/日本製鉄堺ブレイザーズ（2019-2025年）